# Symbrenthia assama
Symbrenthia assama är en fjärilsart som beskrevs av Hans Fruhstorfer 1900. Symbrenthia assama ingår i släktet Symbrenthia och familjen praktfjärilar. Inga underarter finns listade i Catalogue of Life.